# Natació al Campionat del Món de natació de 2013 – 4 × 200 m lliures masculí
El relleu de 4 × 200 metres lliures masculí es va celebrar el 2 d'agost de 2013 al Palau Sant Jordi a Barcelona.

## Rècords
Els rècords del món abans de començar la prova:
| Rècord del món       | Estats Units · Michael Phelps (1:44.49) · Ricky Berens (1:44.13) · David Walters (1:45.47) · Ryan Lochte (1:44.46) | 6:58.55 | Roma, Itàlia | 31 de juliol de 2009 |
| Rècord del campionat | Estats Units · Michael Phelps (1:44.49) · Ricky Berens (1:44.13) · David Walters (1:45.47) · Ryan Lochte (1:44.46) | 6:58.55 | Roma, Itàlia | 31 de juliol de 2009 |

## Resultats
NR: Rècord Nacional

### Sèries[1]
| Posició | Sèries | Carrer | Nedadors                                                              | País            | Temps   | Notes |
| ------- | ------ | ------ | --------------------------------------------------------------------- | --------------- | ------- | ----- |
| 1       | 2      | 4      | Matt McLean Michael Klueh Charlie Houchin Ricky Berens                | Estats Units    | 7:08.05 | Q     |
| 2       | 1      | 6      | Danila Izotov Nikita Lobintsev Artem Lobuzov Alexander Sukhorukov     | Rússia          | 7:09.87 | Q     |
| 3       | 2      | 6      | Takeshi Matsuda Sho Sotodate Yuki Kobori Daiya Seto                   | Japó            | 7:09.98 | Q     |
| 4       | 1      | 4      | Yannick Agnel Lorys Bourelly Grégory Mallet Jérémy Stravius           | França          | 7:10.66 | Q     |
| 5       | 1      | 2      | Glenn Surgeloose Emmanuel Vanluchenne Dieter Dekoninck Pieter Timmers | Bèlgica         | 7:10.69 | Q, NR |
| 6       | 1      | 5      | Dimitri Colupaev Clemens Rapp Markus Deibler Yannick Lebherz          | Alemanya        | 7:11.06 | Q     |
| 7       | 1      | 3      | James Guy Robert Renwick Ieuan Lloyd Josh Walsh                       | Regne Unit      | 7:13.00 | Q     |
| 8       | 2      | 5      | Wang Shun Hao Yun Lü Zhiwu Li Yunqi                                   | R.P. de la Xina | 7:13.37 | Q     |
| 9       | 2      | 3      | David McKeon Ned McKendry Alexander Graham Jarrod Killey              | Austràlia       | 7:13.52 |       |
| 10      | 2      | 2      | Alex di Giorgio Marco Belotti Damiano Lestingi Filippo Magnini        | Itàlia          | 7:13.60 |       |
| 11      | 2      | 1      | Nicolas Oliveira Fernando Santos João de Lucca Vinícius Waked         | Brasil          | 7:15.97 |       |
| 12      | 2      | 7      | Blake Worsley Alec Page Aly Abdel Khalik Hassaan Abdel Khalik         | Canadà          | 7:17.17 |       |
| 13      | 2      | 0      | Víctor Martín Marc Sánchez Albert Puig Gerard Rodríguez               | Espanya         | 7:17.59 | NR    |
| 14      | 1      | 7      | Jan Świtkowski Dawid Ziełinski Filip Bujoczek Michał Poprawa          | Polònia         | 7:19.07 |       |
| 15      | 1      | 1      | Marwan Ismail Mohamed Khaled Ahmed Akram Mohamed Gadallah             | Egipte          | 7:31.60 | NR    |
| 16      | 1      | 0      | Doğa Çelik Nezır Karap Furkan Marasli Kemal Arda Gürdal               | Turquia         | 7:32.37 |       |
| 17      | 1      | 8      | Jeong Jeong-Soo Jang Sang-Jin Ju Jang-Hun Im Tae-Jeong                | Corea del Sud   | 7:32.83 |       |
| 18      | 2      | 8      | Miguel Gutierrez Ramiro Ramírez Ezequiel Trujillo Arturo Pérez Vertti | Mèxic           | 7:38.51 |       |

### Final[2]
| Posició | Carrer | Nedadors | País            | Temps   | Notes |
| ------- | ------ | --- | --------------- | ------- | ----- |
| 1       | 4      | Conor Dwyer (1:45.76) Ryan Lochte (1:44.98) Charlie Houchin (1:45.59) Ricky Berens (1:45.39)                  | Estats Units    | 7:01.72 |       |
| 2       | 5      | Danila Izotov (1:45.14) Nikita Lobintsev (1:46.23) Artem Lobuzov (1:46.16) Alexander Sukhorukov (1:46.39)     | Rússia          | 7:03.92 |       |
| 3       | 8      | Wang Shun (1:47.41) Hao Yun (1:47.25) Li Yunqi (1:46.92) Sun Yang (1:43.16)                                   | R.P. de la Xina | 7:04.74 | NR    |
| 4       | 6      | Yannick Agnel (1:45.44) Lorys Bourelly (1:47.45) Grégory Mallet (1:46.61) Jérémy Stravius (1:45.41)           | França          | 7:04.91 |       |
| 5       | 3      | Kosuke Hagino (1:45.93) Sho Sotodate (1:46.74) Yuki Kobori (1:46.69) Takeshi Matsuda (1:45.59)                | Japó            | 7:04.95 |       |
| 6       | 7      | Clemens Rapp (1:47.80) Markus Deibler (1:48.63) Dimitri Colupaev (1:47.66) Yannick Lebherz (1:45.98)          | Alemanya        | 7:10.07 |       |
| 7       | 2      | Glenn Surgeloose (1:48.45) Emmanuel Vanluchenne (1:48.09) Dieter Dekoninck (1:46.91) Pieter Timmers (1:47.70) | Bèlgica         | 7:11.15 |       |
| 8       | 1      | James Guy (1:47.19) Robert Renwick (1:46.86) Jak Scott (1:48.31) Josh Walsh (1:49.64)                         | Regne Unit      | 7:12.00 |       |